# Beton-Bazoches
Beton-Bazoches – miejscowość i gmina we Francji, w regionie Île-de-France, w departamencie Sekwana i Marna.
Według danych na rok 1990 gminę zamieszkiwały 633 osoby, a gęstość zaludnienia wynosiła 35 osób/km² (wśród 1287 gmin regionu Île-de-France Beton-Bazoches plasuje się na 743. miejscu pod względem liczby ludności, natomiast pod względem powierzchni na miejscu 104.).